# Baroque (gruppo musicale italiano)
I Baroque sono un gruppo musicale progressive rock - glam rock italiano.

## Storia
I Baroque si formano a Torino nel 2003. Crescono nell'underground torinese, vincendo anche la terza edizione della Torino Sotterranea.
Negli anni di attività hanno raggiunto la finale nazionale del concorso Sziget Sound Fest, vinto l'eco-concorso "Talenti Per Natura" organizzato da LifeGate Radio e suonato in palchi quali L'Hiroshima Mon Amour di Torino, diverse FNAC, il Motor Show di Bologna, il Chicobum Festival, il Traffic Festival, Balla coi Cinghiali.
Hanno all'attivo l'album La fiaba della buonanotte distribuito su scala mondiale dall'etichetta francese Musea Records, da cui sono tratti tre videoclip due di questi andati in onda su All Music e MTV Thailand.
Il 20 ottobre 2010 hanno pubblicato l'EP R.I.P. (Rock In Peace).
Il 22 gennaio 2011 hanno pubblicato l'album ROCQ, distribuito prima da Hertz Brigade Records, poi edito da Musea Records.
Il loro terzo lavoro, prodotto insieme a Fabrizio Chiapello (Baustelle, Subsonica, Arisa, Afterhours etc.) e Gigi Giancursi dei Perturbazione è attualmente in fase di lavorazione.

## Stile Musicale
Lo stile del gruppo è un rock tinto di varie influenze, dal progressive rock, all'hard rock, al glam, fino alla classica e al blues.

## Formazione originale
- Matteo A. Tambussi - voce, cori, chitarra[1]
- Alberto Ghigo  - voce, cori, basso[1]
- Stefano Tiozzo - piano, synth, cori, chitarra elettrica[1]
- Alessandro Ghigo - batteria[1]

## Formazione dal 2012
- Matteo A. Tambussi - voce, cori, chitarra
- Simone Rubinato  - cori, basso
- Stefano Tiozzo - piano, synth, cori, chitarra elettrica
- Alessandro Galletto - batteria

## Discografia

### Album
- 2012 - Hexa Hora Kama Sutra (autoprodotto)
- 2007 - La fiaba della buonanotte (Musea Records)
- 2011 - ROCQ (Hertz Brigade Records)

### EP
- 2010 - R.I.P. (Rock In Peace) (Hertz Brigade Records)